# (6231) Hundertwasser
(6231) Hundertwasser (1985 FH) – planetoida z pasa głównego asteroid okrążająca Słońce w ciągu 3,9 lat w średniej odległości 2,47 j.a. Odkryta 20 marca 1985 roku.